# 現實扭曲力場
現實扭曲力場（英語：Reality distortion field）是一個蘋果公司內部在1981年由比德·特瑞布勒創造的詞彙，用於描述公司創辦人史蒂夫·賈伯斯在麥金塔產品開發上的影響力。特瑞布勒說過此名稱是從《星艦奇航記》其中一集「The Menagerie」衍伸而來。在傳記作家沃爾特·艾薩克森的《賈伯斯傳》第三章中，作家說大約在1972年，當喬布斯就讀里德學院時，羅伯特·費里德蘭「教過史提夫現實扭曲力場」。